# Schloss Karlovec

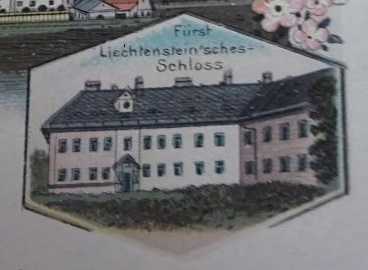
Lithographie, vor 1898

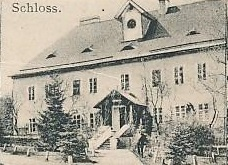
Aufnahme, vor 1924

Das Schloss Karlovec (deutsch Schloss Karlsberg) war ein Schloss im Ortsteil Karlovec (Karlsberg) der Stadt Bruntál (Freudenthal) im tschechischen Okres Bruntál. Es war von 1692 bis zur Aufhebung der Patrimonialherrschaften Amtssitz der mährischen Herrschaft Karlsberg. In den 1990er Jahren wurde es abgebrochen und durch den Stausee Slezská Harta überflutet.

## Lage
Das Schloss befand sich unterhalb der heute noch erhaltenen Kirche des hl. Johannes von Nepomuk im Zentrum des Dorfes Karlovec.

## Beschreibung
Es handelt sich um ein zweiflügeliges, zweigeschossiges Gebäude mit rechteckigen Grundriss sowie einem Mansarddach mit Fledermausgauben und einer großen Giebelgaube mit Kranbalken über dem Haupteingang. Die schlichte Fassade wurde lediglich durch die in beiden Etagen symmetrisch angeordneten Flügelfenster gegliedert. Der Haupteingang war durch Vorhäuschen geschützt. Vom Schloss führte eine gedeckte Treppe mit 79 Stufen zur Kirche.
Seine spätbarocke Gestaltung erhielt das Gebäude um 1800 beim Wiederaufbau nach dem Brand von 1798. Ob bei späteren Instandsetzungen Schmuckelemente entfernt wurden, ist nicht überliefert. Da das Schloss zu keiner Zeit als Herrensitz genutzt wurde, ist auch ein Verzicht auf Schmuckelemente bereits beim Bau denkbar.

## Geschichte
Das Dorf Karlsberg wurde zum Ende des 16. Jahrhunderts durch den Besitzer der mährischen Herrschaft Sternberg, Karl II. von Münsterberg, gegründet. Wahrscheinlich erfolgte zeitgleich auch die Errichtung eines dreiflügeligen Renaissanceschlosses, das 1599 erstmals erwähnt wurde. Das Schloss diente als Sitz des Amtsverwalters für die weit von Sternberg entfernten Dörfer aus dem ehemaligen Weichbild der Stadt Hof. Infolge des Erlöschens der Münsterberger Linie der Herren von Podiebrad fiel die Herrschaft Sternberg einschließlich Karlsberg 1648 den Herzögen von Württemberg-Oels zu. Gemäß der letztwilligen Verfügung des Herzogs Silvius Nimrod wurde die Herrschaft Sternberg am 9. September 1692 unter dessen Nachkommen dreigeteilt: sein Sohn Silvius Friedrich erhielt Karlsberg.
Herzog Silvius II. Friedrich veräußerte die neugebildete Herrschaft Karlsberg bereits im Mai 1693 an den Hofkanzler Dietrich Heinrich von Strattmann. In Folge der Erbteilung vom Juli 1694 fiel Karlsberg dem Reichshofrat Heinrich Johann Franz Graf von Strattmann zu, der die Herrschaft 1699 an Johann Adam Andreas von Liechtenstein verkaufte. Nach einer undatierten Beschreibung bestand das Schloss Karlsberg aus drei Gebäuden und diente als Sitz des Patrimonialgerichts Karlsberg mit einem Amtmann, einem Justiziar, einem Aktuar und einem Einnehmer. Zu den angrenzenden Wirtschaftsgebäuden gehörten eine Brauerei, eine Mühle, eine Brennerei und eine Brettsäge. Nach dem Bau der Kapelle des hl. Johannes von Nepomuk wurde diese mit dem Schloss über eine gedeckte Holztreppe verbunden.
Am 22. Mai 1798 brannten das Schloss, die Schule und die Nebengebäude ab; dabei gingen auch sämtliche Akten verloren. Fürst Alois I. von Liechtenstein ließ das Schloss um 1800 in spätbarocker Form neu aufbauen. Im Jahre 1835 wurde das Schloss Karlsberg als Amtsgebäude und Wohnsitz für die herrschaftlichen Beamten beschrieben.
Nachfolgend verblieb das Schloss bis zur Verstaatlichung dem Ende des Zweiten Weltkrieges in Folge der Beneš-Dekrete immer im Eigentum der Fürsten von Liechtenstein. Zeit seines Bestehens wurde das Schloss Karlsberg nie als Herrensitz genutzt. 
In den 1990er Jahren wurde das Schloss zusammen mit dem Dorf abgebrochen und sein Standort 1997 durch den Stausee Slezská Harta überflutet.